# رینوس فیکی
رینوس فیکی (انگلیسی: Rinus VeeKay؛ زادهٔ ۱۱ سپتامبر ۲۰۰۰) که به‌طور حرفه‌ای با نام رینوس فیکِی شناخته می‌شود، یک  راننده خودروی مسابقه‌ای اهل پادشاهی هلند است. او در مسابقات سری ایندی‌کار شرکت می‌کند و با خودروی شماره ۱۸ دالارا-هوندا برای تیم دیل کوین ریسینگ رانندگی می‌کند.